# Super Bowl XXVI
Super Bowl XXVI was de 26e editie van de Super Bowl, een Americanfootballwedstrijd tussen de kampioenen van de National Football Conference en de American Football Conference waarin bepaald werd wie de kampioen werd van de National Football League voor het seizoen van 1991. De wedstrijd werd gespeeld op 26 januari 1992 in de Hubert H. Humphrey Metrodome in Minneapolis, Minnesota. De Washington Redskins wonnen de wedstrijd met 37–24 van de Buffalo Bills.

## Play-offs
Play-offs gespeeld na het reguliere seizoen.
| Geplaatste teams | Geplaatste teams                  | Geplaatste teams                   |
| Plaats           | AFC                               | NFC                                |
| ---------------- | --------------------------------- | ---------------------------------- |
| 1                | Buffalo Bills (Oost-winnaar)      | Washington Redskins (Oost-winnaar) |
| 2                | Denver Broncos (West-winnaar)     | Detroit Lions (Centraal-winnaar)   |
| 3                | Houston Oilers (Centraal-winnaar) | New Orleans Saints (West-winnaar)  |
| 4                | Kansas City Chiefs                | Chicago Bears                      |
| 5                | Los Angeles Raiders               | Dallas Cowboys                     |
| 6                | New York Jets                     | Atlanta Falcons                    |

|  | Wildcard Play-offs           | Wildcard Play-offs           |                            |                            | Divisional Play-offs | Divisional Play-offs |                                       |                                       | NFC & AFC Championships | NFC & AFC Championships |  |  | Super Bowl XXVI | Super Bowl XXVI |
|  |                              |                              |                            |                            |                      |                      |                                       |                                       |                         |                         |  |  |                 |                 |
|  | Arrowhead Stadium, 28 dec.   | Arrowhead Stadium, 28 dec.   |                            |                            | Rich Stadium, 5 jan. | Rich Stadium, 5 jan. |                                       |                                       |                         |                         |  |  |                 |                 |
|  | Arrowhead Stadium, 28 dec.   | Arrowhead Stadium, 28 dec.   | Rich Stadium, 12 jan.      |                            | Rich Stadium, 5 jan. | Rich Stadium, 5 jan. |                                       |                                       |                         |                         |  |  |                 |                 |
|  | Arrowhead Stadium, 28 dec.   | Arrowhead Stadium, 28 dec.   | Buffalo Bills              | 37                         |                      |                      |                                       |                                       |                         |                         |  |  |                 |                 |
|  | Kansas City Chiefs           | 10                           | Buffalo Bills              | 37                         |                      |                      |                                       |                                       |                         |                         |  |  |                 |                 |
|  | Kansas City Chiefs           | 10                           |                            | Kansas City Chiefs         | 14                   |                      |                                       |                                       |                         |                         |  |  |                 |                 |
|  | Los Angeles Raiders          | 6                            |                            | Kansas City Chiefs         | 14                   | Buffalo Bills        | 10                                    |                                       |                         |                         |  |  |                 |                 |
|  | Los Angeles Raiders          | 6                            | Mile High Stadium, 4 jan.  |                            |                      | Buffalo Bills        | 10                                    |                                       |                         |                         |  |  |                 |                 |
|  | Astrodome, 29 dec.           | Astrodome, 29 dec.           |                            | Denver Broncos             | 7                    |                      | Hubert H. Humphrey Metrodome, 26 jan. | Hubert H. Humphrey Metrodome, 26 jan. |                         |                         |  |  |                 |                 |
|  | Astrodome, 29 dec.           | Astrodome, 29 dec.           | Denver Broncos             | Denver Broncos             | 7                    | 26                   | Hubert H. Humphrey Metrodome, 26 jan. | Hubert H. Humphrey Metrodome, 26 jan. |                         |                         |  |  |                 |                 |
|  | Houston Oilers               | 17                           | Denver Broncos             |                            |                      | 26                   | Hubert H. Humphrey Metrodome, 26 jan. | Hubert H. Humphrey Metrodome, 26 jan. |                         |                         |  |  |                 |                 |
|  | Houston Oilers               | 17                           |                            | Houston Oilers             | 24                   |                      | Hubert H. Humphrey Metrodome, 26 jan. | Hubert H. Humphrey Metrodome, 26 jan. |                         |                         |  |  |                 |                 |
|  | New York Jets                | 10                           |                            | Houston Oilers             | 24                   | Buffalo Bills        | 24                                    |                                       |                         |                         |  |  |                 |                 |
|  | New York Jets                | 10                           | Robert F. Kennedy, 4 jan.  |                            |                      | Buffalo Bills        | 24                                    |                                       |                         |                         |  |  |                 |                 |
|  | Louisiana Superdome, 28 dec. | Louisiana Superdome, 28 dec. | Robert F. Kennedy, 12 jan. | Robert F. Kennedy, 12 jan. |                      | Washington Redskins  | 37                                    |                                       |                         |                         |  |  |                 |                 |
|  | Louisiana Superdome, 28 dec. | Louisiana Superdome, 28 dec. | Robert F. Kennedy, 12 jan. | Robert F. Kennedy, 12 jan. | Washington Redskins  | Washington Redskins  | 37                                    | 24                                    |                         |                         |  |  |                 |                 |
|  | New Orleans Saints           | 20                           | Robert F. Kennedy, 12 jan. | Robert F. Kennedy, 12 jan. | Washington Redskins  |                      |                                       | 24                                    |                         |                         |  |  |                 |                 |
|  | New Orleans Saints           | 20                           | Robert F. Kennedy, 12 jan. | Robert F. Kennedy, 12 jan. |                      | Atlanta Falcons      | 7                                     |                                       |                         |                         |  |  |                 |                 |
|  | Atlanta Falcons              | 27                           |                            | Washington Redskins        | 41                   | Atlanta Falcons      | 7                                     |                                       |                         |                         |  |  |                 |                 |
|  | Atlanta Falcons              | 27                           | Pontiac Silverdome, 5 jan. | Washington Redskins        | 41                   |                      |                                       |                                       |                         |                         |  |  |                 |                 |
|  | Soldier Field, 29 dec.       | Soldier Field, 29 dec.       |                            | Detroit Lions              | 10                   |                      |                                       |                                       |                         |                         |  |  |                 |                 |
|  | Soldier Field, 29 dec.       | Soldier Field, 29 dec.       | Detroit Lions              | Detroit Lions              | 10                   | 38                   |                                       |                                       |                         |                         |  |  |                 |                 |
|  | Chicago Bears                | 13                           | Detroit Lions              |                            |                      | 38                   |                                       |                                       |                         |                         |  |  |                 |                 |
|  | Chicago Bears                | 13                           |                            | Dallas Cowboys             | 6                    |                      |                                       |                                       |                         |                         |  |  |                 |                 |
|  | Dallas Cowboys               | 17                           |                            | Dallas Cowboys             | 6                    |                      |                                       |                                       |                         |                         |  |  |                 |                 |
|  | Dallas Cowboys               | 17                           |                            |                            |                      |                      |                                       |                                       |                         |                         |  |  |                 |                 |